# Установка фракціонування Бендер-Махшахр
Установка фракціонування Бендер-Махшахр – підприємство нафтогазової промисловості Ірану, створене для розділення суміші зріджених вуглеводневих газів (ЗВГ).
У другій половині 1960-х в Ірані узялись за вилучення з попутного газу зріджених вуглеводневих газів фракції С3+, для чого спорудили газопереробні заводи на родовищах Ага-Джарі (NGL-100, NGL-200, NGL-300) та Марун (NGL-400, NGL-500). При цьому в 1970-му у Бендер-Махшахрі, на узбережжі Перської затоки, запустили установку розділення суміші ЗВГ пропускною здатністю 48 барелів на добу, котра мала переробляти фракцію С3+ і продукувати 14 тисяч барелів пропану, 15 тисяч барелів бутану та 19 тисяч барелів газового бензину на добу.
Протягом 1970-х з’явились нові джерела суміші ЗВГ завдяки введенню газопереробних заводів на родовищах Ахваз (NGL-600) та Пазенан (NGL-900, NGL-1000).
В 1975 році фракціонатор фактично випустив 3,3 млн барелів пропану, 3,7 млн барелів бутану та 5 млн барелів газового бензину. Продукція заводу могла експортуватись морським шляхом або використовуватись для покриття внутрішніх потреб країни.
Під час Ірано-іракської війни завод став ціллю для атак іракської авіації та був вимушений зупинитись, проте по звершенні бойових дій у 1989-му відновив роботу. При цьому він вже не був єдиним об'єктом такого типу в Ірані – того ж року на родовищі Марун запустили установку фракціонування, котру споруджували на заміну виведеного з ладу виробництва в Бендер-Махшахрі, А в 1990-му в районі Бендер-Махшахру став до ладу ще потужніший комплекс фракціонування, створений в межах нафтохімічного проекту Bandar Imam Petrochemical.